# ヌミドテリウム科
ヌミドテリウム科（familia Numidotheriidae）は、約5,870万- 約4,600万年前（新生代古第三紀暁新世中期〈サネティアン初頭〉- 始新世中期〈ルテシアン〉）の北アフリカに生息していた、きわめて原始的な特徴を持つゾウの一分類群（タクソン）。
狭義で言う場合の「ゾウ」、すなわち真長鼻類（Euproboscidea）として、現在知られている限りで最古のグループである。
同時に、科の最初期の1属であるフォスファテリウムは、全ての長鼻目のなかで最古とされる。
ヌミドテリウム、ダオウイテリウム、フォスファテリウムの3属で構成される。

## 化石
化石は、模式属であるヌミドテリウムは始新世の中期層から、ダオウイテリウムは同じ世の初期層から、そして、これらに先行するフォスファテリウムは暁新世の中期層から発見されている。
特にヌミドテリウムは、ほぼ完全な骨格化石がアルジェリアよりもたらされている。

## 特徴
本科の動物はいずれも非常に小さく、最初期のフォスファテリウムなどは体長わずかに60cm程度とイヌ並みである。
ヌミドテリウムにしても体長1mほどでしかない。
しかし、当時の北アフリカにあって彼らは、現生のカバと類似するニッチ（生態的地位）を獲得していたと見られている。
つまり、水草を主食に湿潤な環境で暮らす水陸両生の哺乳類としての推測である。
彼らのニッチは、始新世も後期になって現れるモエリテリウム科（メリテリウム科。Moeritheriidae）とおおよそ同じであったと思われる（ただし、モエリテリウム科の進化経緯の先に現生のゾウ類につながる系統は無い）。